# Joseph Barsalou
Pour les articles homonymes, voir Barsalou.
Joseph Barsalou (5 décembre 1822 - 17 mai 1897) était un homme d'affaires et homme politique de Montréal, Canada.

## Biographie
Barsalou est entré dans le monde des affaires très tôt dans la vie, avec un apprentissage de la vente aux enchères à l'âge de 15 ans. Il a rapidement progressé dans le milieu des affaires et en 1853 a été partenaire dans Benning & Barsalou, une entreprise axée principalement à la vente aux enchères avec une certaine activité dans l'immobilier.
Il s'est orienté vers d'autres entreprises commerciales, il ainsi racheté une entreprise avec deux partenaires qui est devenue la Canadian Rubber Company et en est devenu le premier président. Il a également participé à un certain nombre d'autres projets d'affaires dans la zone de Montréal.
En dépit de la dépression des années 1870 et de certaines déconvenues, ses entreprises ont largement prospéré. Il a fondé une savonnerie dans la ville de Maisonneuve, fondée en 1883 dans l'Est de Montréal, dont il fut le premier maire.
Pendant un temps, sa famille possède l'ancienne propriété du Montreal Hunt Club sur le chemin de la Côte-Sainte-Catherine.

## À lire
- (en) Gaétan Frigon: Joseph Barsalou, soap king and mayor, secteur en: Prudent Beaudry and other pioneering Quebec businessmen, en Legacy. How french Canadians shaped North America. McClelland & Stewart, Toronto 2016; repr. 2019  (ISBN 0771072392) p. 72 – 73
  - Bâtisseurs d'Amérique: Des canadiens français qui ont faite de l'histoire. Dir. André Pratte, Jonathan Kay. La Presse, Montréal 2016, p. 231 - 233